# ورزشگاه ۷ مارس
ورزشگاه ۷ مارس (عربی: ملعب 7 مارس) یک ورزشگاه چندمنظوره در شهر بن قردان، تونس است.
این ورزشگاه که در سال ۲۰۰۰ تأسیس شده دارای ۱۰٬۰۰۰ نفر ظرفیت می‌باشد.